# 德国国防军 (1919年—1935年)
德国国防军（德語：Reichswehr，直译：国家防御）指1919年至1935年威瑪共和國和1933年-1935年的纳粹德国的正規軍隊，它下轄有陸軍、海軍和秘密設立的空軍。第一次世界大戰結束後，根據協約國提出的《凡爾賽條約》，德國僅保有一支規模極小的軍隊，並在裝備上有極為嚴格的限制。然而德國軍方為了未來的戰事與重整軍備，在人事、戰術與裝備上加以訓練和研究，成了當時世界上平均素質最高的一支軍隊。1935年，阿道夫·希特勒将“Reichswehr”改名为“Wehrmacht”（汉语仍然翻译为“德国国防军”），

## 概要
第一次世界大战结束时，德意志帝国的军队几乎完全解體。士兵独自或是结伴返回德国。很多这些士兵后来成为半军事自愿组织自由军团的成员，在1918至1923年期间参与镇压革命与边境冲突。
同时，新成立的魏玛共和国需要军队，1919年3月6日，魏玛共和国颁布法令，建立了临时国防军（Vorläufige Reichswehr），包括临时国家陆军（Vorläufige Reichsheer）与临时国家海军（Vorläufige Reichsmarine），陆军人数有大约四十万男性。9月30日，军队被重新组织为“过渡性军队”（Übergangsheer），1921年1月1日，魏玛共和国政府按照凡尔赛条约的规定建立了“國防軍”。
德国國防軍 (1919-1935)从来不支持民主，但始终忠诚于民主的共和政府。基于國防軍的这种“非政治”态度，魏玛共和国政府能够在不受军方干预下发展民主，但这种制度的弊端是难以用军队对抗诸如纳粹党和共產黨一般的极端主义势力。1933年，纳粹党的阿道夫·希特勒被任命为总理，1933至1934年间，希特勒对德国國防軍开始了秘密的扩充。1935年，阿道夫·希特勒将“Reichswehr”改名为“Wehrmacht”（直译为防卫军）。在阿道夫·希特勒激進的重新武裝政策下，德國軍隊由原先的十萬多人增長到數百萬之多，而威瑪時期德国国防军的軍官團則成了新德軍的核心領導層，造就了後來二戰爆發後，德軍於初期的高素質與節節勝利。
德国國防軍 (1919-1935)的人数最多为十万人，分为陸军和海军：
- 国家陆军（Reichsheer），细分为：七个步兵师与三个骑兵师。政府被禁止创制坦克、重炮与空军部队。
- 国家海军（Reichsmarine），但战船数目被限制。政府也被禁止创制潜水艇与海軍陸戰隊部队。

## 精銳化
虽然德国军队的规模受到限制，但德国军方仍然继续研究在一战中的失败经验，并与苏联红军签订《拉帕洛条约》。该秘密条约使得德军可以在苏联领土上与红军合作，研发测试秘密新武器，建设了喀马坦克学校、利佩茨克战斗机飞行员学校、汤姆卡毒气实验场等，为德国培养了坦克和战斗机等大量军事人才。而且，纵使军方被禁止成立参谋部，但他们设立了「部隊局」（Truppendienst），并让它拥有如参谋部一般的功能。这个时候，很多后来如海因茨·古德里安一般成为德国国防军领袖的人，早已构思出一些在几年后大派用场的军事计划。
汉斯·冯·塞克特在1920至1926年担任德国國防軍的领导人，对國防軍发展影响甚大。帝國時代德國擁有78萬人常備軍，後因凡爾賽條約大幅减至后来的10萬人，儘管軍隊嚴重限縮，但其实反令其实力提高，軍隊走向精英主義，也易推行軍事現代化與改革。冯·塞克特与古德里安更提出现代化、迅速、流动性高的战术，是后来后者发明的闪电战之先声。